# Premio letterario grigione
La fondazione Bündner Literaturpreis, istituita dalla soroptimist coirense Milly Enderlin, assegna annualmente un premio dotato di 10'000.00 CHF a chi si distingue per particolari meriti in ambito letterario nei Grigioni. 
Il Bündner Literaturpreis / Premi grischun da litteratura / Premio letterario grigione può essere conferito ad autrici e autori che risiedono nei Grigioni, che hanno diritto di cittadinanza nei Grigioni o la cui opera ha una relazione particolarmente stretta con i Grigioni, per opere letterarie in lingua retoromancia, italiana o tedesca. 
Dal 2021 il consiglio di fondazione è composto da Köbi Gantenbein (Fläsch, presidente), Rita Schmid (Vals, vicepresidente), Arianna Nussio (Brusio, Andeer), Luzia Rageth (Chur) e Rico Valär (Zuoz, Zurigo). 

## Vincitrici e vincitori
- 2025: Flurina Badel, Ftan[1]
- 2024: Jessica Zuan, Barcelona/Segl Maria[2]
- 2023: Joachim B. Schmidt, Reykyavik/Heinzenberg
- 2022: Gion Mathias Cavelty, Coira/Zurigo[3]
- 2021: Asa S Hendry; Luca Maurizio; Ursina Trautman
- 2020: Romana Ganzoni, Celerina
- 2019: Andri Perl, Coira
- 2018: Melitta Breznik
- 2017: Massimo Lardi
- 2016: Mariella Altro [4]
- 2015: Angelika Overath, inviato [5]
- 2014: Oscar Peer, Coira/Lavin
- 2013: Silvio Huonder, Schwielowsee (n. Berlino)/Coira
- 2012: Andrea Paganini, Coira/Poschiavo
- 2011: Leta Semadeni, Lavin
- 2010: Peter Michael-Caflisch, Arezen
- 2009: Leo Tuor, Surrein
- 2008: Margrit Sprecher, Zurigo-Coira
- 2007: Benedetto Vigne, Zurigo-Salouf
- 2006: Andrea Bellasi e Ursula Riederer, Thusis
- 2005: Vincenzo Todisco, Rhäzüns
- 2004: Cesare Santi, Soazza-Chiasso
- 2003: Bernadette Lerjen-Sarbach, Zizers
- 2002: Robert Vieli, Coira
- 2001: Rut Plouda, Ftan
- 2000: Kurt Wanner, Spluga
- 1999: Cathomas/Fischbacher/Jecklin